# Chebeague Island
Chebeague Island város az USA Maine államában, Cumberland megyében. Lakosainak száma 396 fő (2020. április 1.).

## Népesség
A település népességének változása:

| 2010 | 341 |
| 2020 | 396 |